# Ai Hashimoto
Ai Hashimoto (橋本 愛, Hashimoto Ai, nascida a 12 de janeiro de 1996) é uma atriz e modelo japonesa.

## Carreira
Ai Hashimoto teve a sua estreia após vencer o grande prémio HUAHUA Audition em 2008. Em 2009, tornou-se a mais jovem vencedora do concurso organizado pela revista Seventeen, e mais tarde tornou-se modelo para a mesma. Posteriormente recebe o seu primeiro papel em 2010 no filme Confissões de Tetsuya Nakashima, enquanto que a sua primeira atuação como protagonista foi vista no filme Kirishima, bukatsu yamerutteyo em 2012, no qual conquistou o prémio de melhor atriz da Academia Japonesa e da revista cinamatográfica Kinema Junpo. Apareceu também no filme O Aviso 3 no papel de Sadako Yamamura.
Em 2013 entrou para o elenco dorama da NHK Ama-chan, enquanto que no ano seguinte estrelou em Little Forest: Summer & Autumn de Jun'ichi Mori

## Cinema
- Confessions (告白, Kokuhaku), dirigido por Tetsuya Nakashima (2010)
- Control Tower (管制塔, Kanseitō), dirigido por Takahiro Miki (2011)
- The Kirishima Thing (桐島、部活やめるってよ, Kirishima, bukatsu yamerutte yo), dirigido por Daihachi Yoshida (2012)
- O Aviso 3 (貞子3D), dirigido por Tsutomu Hanabusa (2012)
- Blood-C: The Last Dark (劇場版 BLOOD-C The Last Dark, Gekijō-ban Blood-C: The Last Dark), dirigido por Naoyoshi Shiotani (2012)
- Another (アナザー, Anazā), dirigido por Takeshi Furusawa (2012)
- Goodbye Debussy (さよならドビュッシー, Sayonara Debussy), dirigido por Gō Rijū (2013)
- I'll Give It My All... Tomorrow (俺はまだ本気出してないだけ, Ore wa mada honki dashitenai dake), dirigido por Yūichi Fukuda (2013)
- The World of Kanako (渇き。, Kawaki.), dirigido por Tetsuya Nakashima (2014)
- Little Forest: Summer & Autumn (リトル・フォレスト 夏・秋, Ritoru foresuto natsu aki), dirigido por Jun'ichi Mori (2014)
- Kiseijū: Part 1 (寄生獣PART1, Kiseijū PART1),  dirigido por Takashi Yamazaki (2014)

## Televisão
- Hard nuts! (ハードナッツ!, Hādo nattsu!) (NHK, 2013)
- Ama-chan (あまちゃん) (NHK, 2013)